# Balthazar-Pascal Celse
Balthazar-Pascal Celse (* 1737 auf den Kleinen Sundainseln; † 1791 in Paris) war ein Topasse. In Frankreich wurde er der schwarze Prinz von Timor genannt.

## Leben
Balthazar war der Sohn von Gaspar da Costa, einem Herrscher der Topasse. Die Topasse waren eine europäisch-malaiische Mischbevölkerung, die zwar nominell Vasallen Portugals waren, aber real die Herrschaft über größere Gebiete auf Flores, Solor und Timor ausübten. 1749 versuchte Gaspar in der Schlacht von Penfui, zusammen mit verbündeten Einheimischen und portugiesischen Truppen die Niederländer von der Insel Timor zu vertreiben. Topasse und Portugiesen wurden aber vernichtend geschlagen, Gaspar selbst fiel in der Schlacht. Es war das Ende der Vorherrschaft der Topasse über Westtimor.

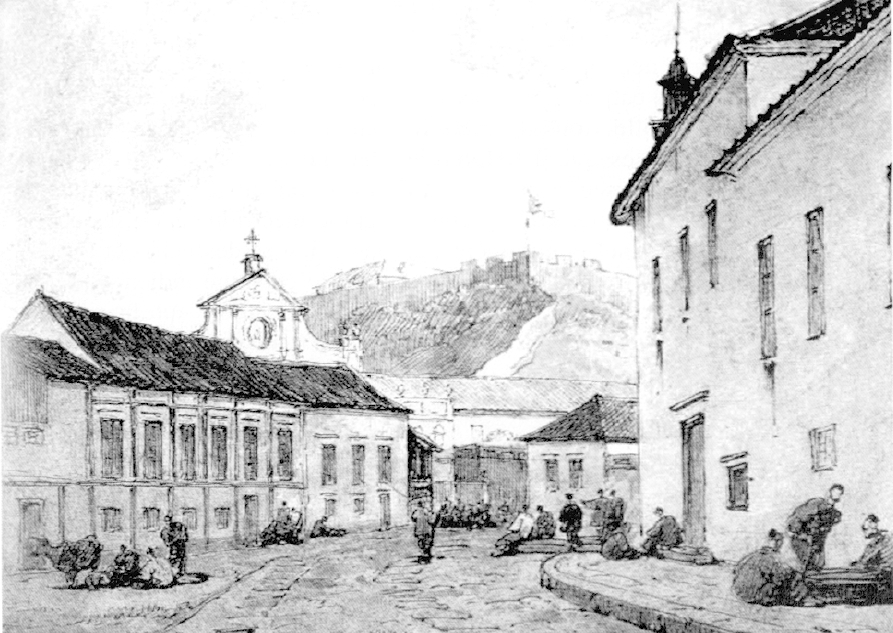
Der Dominikanerkonvent in Macau Anfang des 19. Jahrhunderts

Balthazar kam über Batavia (heute Jakarta) nach Macau, wo er fünf Monate in der Schule des Dominikanerkonvents verbrachte. Nach einer kurzen Zeit in Guangzhou ging Balthazar mit seinem Lehrer, dem portugiesischen Dominikanerpriester Inácio und zwei „schwarzen“ Sklaven an Bord des französischen Schiffes Duc de Béthune. Balthazar sollte in Frankreich seine Ausbildung fortführen. Doch als er am 13. Juli 1750 im Hafen von Lorient ankam, verschwand der Priester mit dem gesamten Besitz des Jungen. Balthazar konnte sich nicht verständigen, weswegen er hilflos war. Der Schiffskoch nahm sich seiner an und machte ihn zu seinem Hilfskoch. Der Junge fuhr nun eine Zeit lang zur See, teils auf Korsarenschiffen, die vor den Niederlanden, England, Schottland und Québec operierten. Nach dem Tod des alten Schiffskochs konnte Balthazar genügend Französisch, um seine Ansprüche gegen den Dominikaner geltend zu machen, unter anderem dokumentiert durch zwei Gesuche an den König.
Balthazar wurde als Prinz von Timor und Solor am Hof von König Ludwig XV. vorgestellt. In dieser Zeit gab es auch „Fürsten“ anderer exotischer Länder am Königshof, so aus Angola und Macau, die im Wettbewerb um die Aufmerksamkeit der reichen Gönner standen. Die internationale Presse berichtete über Balthazar zwischen 1760 und 1770. Es finden sich Artikel aus Paris, Bratislava, Italien und England. 1778 war er in der Rue d’Enfer im Hôtel de Chavigny gemeldet, bekannter Pariser Wohnsitz verschiedener Adliger Frankreichs. Balthazar verkehrte in vielen intellektuellen Kreisen von Geistlichen, Wissenschaftlern, Alchemisten, Enzyklopädisten und Freimaurern. Unter den Persönlichkeiten, die er kennenlernte, war zum Beispiel auch der Philosoph Voltaire. Ansonsten war er Teil der Gemeinschaft der Schwarzen und Asiaten in Paris. In den 1780er Jahren nahmen sich Erzähler und Dichter der großen Pariser Gesellschaft der Geschichte von Balthazar an, doch 1789 vernichtete die Französische Revolution die Welt von Balthazar. Er starb schließlich verarmt im Hôtel-Dieu von Paris.